# Wiaczesław Prudnikow
Wiaczesław Prudnikow ros. Вячеслав Прудников (ur. 31 października 1993 w Petersburgu) – rosyjski pływak, specjalizujący się w stylu dowolnym, motylkowym i zmiennym.
Wicemistrz świata na krótkim basenie ze Stambułu (2012) w sztafecie 4 x 100 m stylem zmiennym.